# Dragan Ćeran

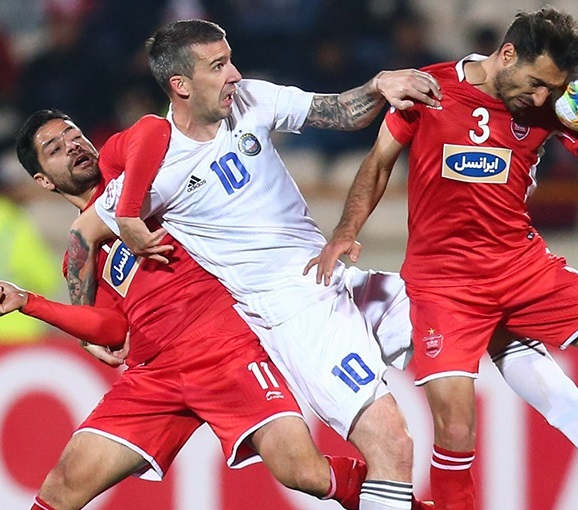
Dragan Ćeran (nummer 10) in 2019

Dragan Ćeran (Servisch: Драган Ћеран) (Kikinda, 6 oktober 1987) is een Servische voetballer die als aanvaller speelt.
Van 2005 tot 2012 speelde hij voor FK Smederevo. Hij werd verhuurd aan FK Železničar Smederevo (2006), FK Mladi Radnik Požarevac (2007) en het Belgische KVC Westerlo (2009/10). In 2012 ging hij naar Israël waar hij eerst speelde voor Hapoel Haifa en vervolgens voor Maccabi Netanya. Van 2013 tot 2015 speelde Ćeran in Azerbeidzjan voor FK Simurq Zaqatala. In 2015 speelde hij in Saoedi-Arabië voor Hajer Club en sinds begin 2016 komt hij uit voor FK Vardar Skopje in Macedonië. Vanaf 2017 speelt hij in Oezbekistan, eerst drie seizoenen voor FC Nasaf en vanaf 2019 voor Pachtakor Tasjkent. Met Pachtakor Tasjkent werd hij landskampioen in 2019, 2020, 2021, 2022 en 2023. In al die seizoenen werd Ćeran ook topscorer van de Superligasi.
Ćeran was Servisch jeugdinternational.

## Spelersstatistieken
| seizoen | club                      | land          | klasse               | wedst | goals |
| ------- | ------------------------- | ------------- | -------------------- | ----- | ----- |
| 2006/07 | FK Smederevo              | Servië        | Superliga            | 1     | 0     |
| 2007/08 | FK Smederevo              | Servië        | Superliga            | 14    | 1     |
| 2008/09 | FK Smederevo              | Servië        | Prva liga            | 22    | 2     |
| 2009/10 | FK Smederevo              | Servië        | Superliga            | 15    | 3     |
| 2009/10 | KVC Westerlo (uitgeleend) | België        | Jupiler League       | 1     | 0     |
| 2009/10 | KVC Westerlo (uitgeleend) | België        | Play-Off II A        | 2     | 0     |
| 2010/11 | FK Smederevo              | Servië        | Superliga            | 28    | 6     |
| 2011/12 | FK Smederevo              | Servië        | Superliga            | 14    | 4     |
| 2011/12 | Hapoel Haifa              | Israël        | Ligat ha'Al          | 10    | 0     |
| 2012/13 | Maccabi Netanya           | Israël        | Ligat ha'Al          | 24    | 7     |
| 2013/14 | FK Simurq Zaqatala        | Azerbeidzjan  | Premyer Liqasi       | 31    | 13    |
| 2014/15 | FK Simurq Zaqatala        | Azerbeidzjan  | Premyer Liqasi       | 26    | 14    |
| 2015/16 | Hajer Club                | Saoedi-Arabië | Saudi Premier League | 13    | 2     |
| 2015/16 | FK Vardar Skopje          | Macedonië     | Prva Liga            | 12    | 5     |
| 2016/17 | Nasaf Qarshi              | Oezbekistan   | Oliy liga            | 28    | 19    |
| 2017/18 | Nasaf Qarshi              | Oezbekistan   | Oliy liga            | 7     | 3     |
| 2017/18 | Pakhtakor Tashkent        | Oezbekistan   | Oliy liga            | 7     | 0     |
|         |                           |               | Totaal               | 255   | 79    |